# آنامایسین
آنامایسین (انگلیسی: Annamycin) یک آنتی‌بیوتیک آنتراسیکلین است که در درمان سرطان مورد استفاده قرار می‌گیرد.